# Stephen Quirke
Stephen Quirke est un égyptologue britannique.

## Biographie
Il a travaillé au British Museum (1989-1998) et depuis 1999 au Petrie Museum de Londres. Il a publié plusieurs ouvrages, dont certains ont été traduits dans d'autres langues.
Il est l'actuel « Edwards Professor of Egyptian Archaeology and Philology » à l'University College de Londres.

## Publications
- Hieroglyphs and the Afterlife in Ancient Egypt, Londres, 1996,  (ISBN 978-0714109954)
- Le culte de Râ : le culte du soleil dans l'Égypte ancienne, des pyramides à Cléopâtre, Londres, 2001,  (ISBN 978-0500051078)
- Qui étaient les pharaons ? Un guide de leurs noms, règnes et dynasties, Londres, 2010,  (ISBN 978-0714131436)
- « Mains cachées » dans Egyptian Workforces in Petrie Excavation Archives, 1880-1924 (Duckworth Egyptology Series), Londres, 2010,  (ISBN 978-0715639047)
- Les défenses de naissance : l'armurerie de la santé en contexte - Égypte 1800 av. J.-C., Londres,  (ISBN 978-1906137496)
- (avec Gianluca Miniaci, Juan Carlos Moreno García, Stephen Quirke & Andréas Stauder (éditeurs)) : The Arts of Making in Ancient Egypt, Voices, images, and objects of material producers 2000-1550 BC, Sidestone, Leiden,  (ISBN 9789088905230)